# Těchonínský potok
Těchonínský potok pramení v horní části Uhlířského dolu na svahu hřebene spojujícího hory Bradlo a Bouda. Jeho pramen není upravený a nachází se asi 50 metrů nad turisticky neznačenou cestou vedoucí od dělostřelecké tvrze Bouda úbočím Jedliny k hájovně Zakopanka. Potok pod zmíněnou cestou podtéká asi 100 m jižně od rozcestí tří červených turistických značek vedoucích do Králík, Mladkova a na Suchý vrch. Následuje průtok podmáčeným terénem, kde potok nabírá na síle. Poté tvoří osu Uhlířskému dolu, což je asi 3,5 km dlouhé úzké údolí sevřené prudkými svahy Jedliny z jihu a Boudy, Vysokého kamene a Hejnova ze severu. Asi 1 kilometr od pramene se k potoku zprava přimyká bývalá vojenská pevnostní silnice, která byla v druhé polovině třicátých let vybudována jako zásobovací komunikace pro dělostřeleckou tvrz Bouda a která je sledována zelenou turistickou značkou. V období její výstavby došlo k lokálním přeložkám toku. Po opuštění Uhlířského dolu se údolí poněkud rozevírá a potok vtéká do obce Těchonín (ponejprv do její místní části Hluchov), aby na jejím území svou pouť i skončil. Hned na počátku obce se nachází vodárna a nevelký zděný poldr sloužící Těchonínu jako protipovodňová ochrana. 

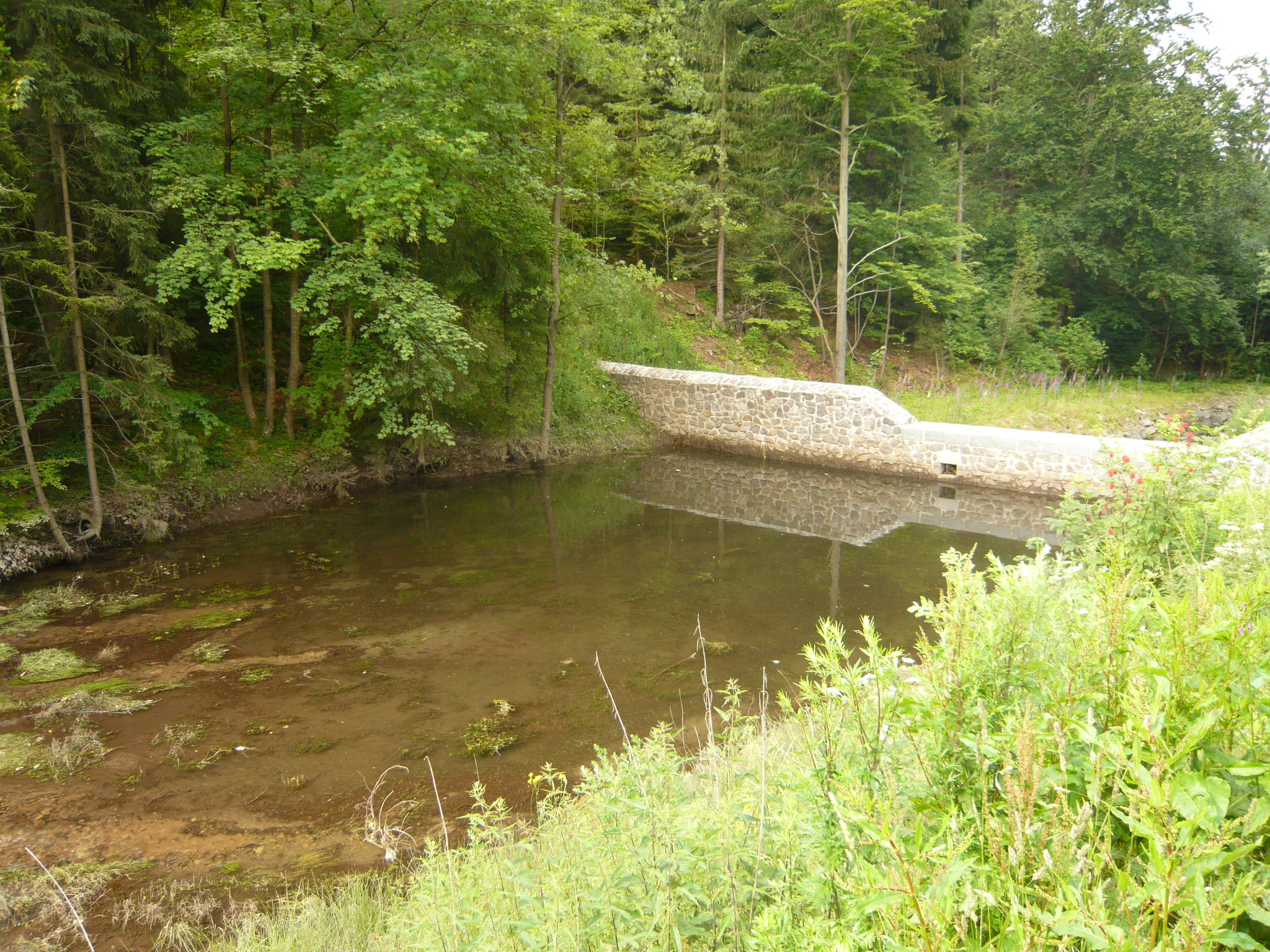
poldr

 Výstavba poldru byla spolu s dalšími úpravami toku a přestavbou několika mostků reakcí na povodně v roce 1997, kdy Těchonínský potok napáchal ve vsi velké škody. V centrální části obce byla do zmíněných povodní funkční přeložka toku do zahrad některých domů. Velká voda ale vrátila potok do původního koryta a přeložka již nebyla obnovena. Její trasa je dodnes na některých místech zřetelná. V závěru svého toku je potok v délce několika desítek metrů zatruben. Protéká pod železniční tratí Ústí nad Orlicí – Międzylesie a vlévá se do Tiché Orlice. Celý tok se nachází na území přírodního parku Suchý vrch - Buková hora.

## Přítoky
V celé délce toku se nacházejí pouze dva vydatné přítoky. První je svým způsobem umělou stavbou. Při ražbě podzemí dělostřelecké tvrze Bouda ve druhé polovině třicátých let byly objevené prameny sbírány do zásobních jímek, ze kterých je dodnes přebytečná voda odváděna tvrzovou kanalizací za pomoci odvodňovacích štol mimo tvrz. Voda z větší části podzemí je odváděna před vchodový objekt, kde ve vzdálenosti asi 100 metrů od něj vyvěrá na zemský povrch a stéká zprava na dno Uhlířského dolu k Těchonínskému potoku. Za pramen tohoto toku je považován upravený vývěr v dělostřeleckém sále hlavního muničního skladiště tvrze.
Druhým vydatným přítokem je potok, který se zleva vlévá do Těchonínského potoka v horní části obce. Tento potok má upravený pramen ve svahu Jedliny přibližně ve výšce 800 m u křižovatky lesních cest z Těchonína, Boudy a Zakopanky.